# Список глав государств в 572 году
Список глав государств в 571 году — 572 год — Список глав государств в 573 году — Список глав государств по годам

## Африка
- Аксумское царство — Йоэль, негус (ок. 555 — ок. 575)

## Америка
- Баакульское царство — 
  - Междуцарствие (570 — 572)
  - Кан Балам II, священный владыка (572 — 583)
- Канульское царство — 
  - Хут ном Чаналь, царь (551 — 572/573)
  - Йаш Йо'аат, царь  (572/573 — 579)
- Шукууп (Копан) — ?-Балам, царь (553 — 578)

## Азия
- Абхазия (Абазгия) — Иствинэ, князь (ок. 550 — ок. 580)
- Вансюан (Ранние Ли) — Ли Нам Де II, император (571 — 602)
- Гассаниды — 
  - аль-Мундир III ибн аль-Харит, царь (569 — 581)
  - Абу Кираб аль-Ну'ман ибн аль-Харит, царь (570 — 582)
- Дханьявади — Тюрия Кала, царь[англ.] (552 — 575)
- Иберия — Бакур III, царь (? - 580)
- Индия — 
  - Вишнукундина — Говинда Варма II, царь[лит.] (569 — 573)
  - Западные Ганги — Дурвинта, махараджа (529 — 579)
  - Маитрака — Дхарасена II, махараджа[англ.] (ок. 570 — ок. 595)
  - Паллавы (Анандадеша) — Симхаварман III, махараджа (550 — 574)
  - Пандья — Кадунгон, раджа (560 — 590)
  - Чалукья — Киртиварман I, раджа (566 — 597)
- Камарупа — Стхитаварман, царь (566 — 590)
- Китай (Период Южных и Северных династий) — 
  - Северная Ци — Гао Вэй, император (565 — 577)
  - Северная Чжоу — У-ди (Юйвэнь Юн), император (560 — 578)
  - Чэнь — Сюань-ди (Чэнь Сюй), император (568 — 582)
- Корея (Период Трех государств):
  - Когурё — Пхёнвон, тхэван (559 — 590)
  - Пэкче — Видок, король (554 — 598)
  - Силла — Чинхын Великий, тхэван (514 — 576)
- Лахмиды (Хира) — Кабус ибн аль-Мунзир, царь (569 — 573)
- Паган — Хтун Тайк, король[англ.] (569 — 582)
- Персия (Сасаниды) — Хосров I Ануширван, шахиншах (531 — 579)
- Раджарата (Анурадхапура) — Аггабодхи I, король (564 — 598)
- Тарума — Кертаварман, царь (561 — 628)
- Тогон — Муюн Куалюй, правитель (540 — 591)
- Тюркский каганат — 
  - Мукан, каган (553 — 572)
  - Таспар, каган (572 — 581)
- Тямпа — 
  - Рудраварман I, князь (529 — 572)
  - Самбуварман, князь (572 — 629)
- Химьяр — Йаксум, царь (ок. 570 — ок. 577)
- Ченла — Вираварман, раджа (560 — 575)
- Япония — Бидацу, император (572 — 585)

## Европа
- Аварский каганат — Баян I, каган (562 — 602)
- Англия —
  - Берниция — 
    - Этельрик, король (568 - 572)
    - Теодрик, король (572 - 579)

  - Восточная Англия — Вуффа, король (571 - 578)
  - Дейра — Элла, король (559 — 588)
  - Думнония — Герайнт ап Константин, король (560 — 598)
  - Каер Гвенддолеу — Гвенддолеу ап Кейдио, король (ок. 550 — 573)
  - Кент — Эрменрик, король (ок. 540 — 591)
  - Мерсия — Креода, король (568 — 593)
  - Пеннины — 
    - Дунотинг (Северные Пеннины) — Динод Толстый, король (ок. 525 — ок. 595)
    - Пик (Южные Пеннины) — Сауил Высокомерный, король (ок. 525 — 590)

  - Регед — 
    - Северный Регед — Уриен, король (570 — 586)
    - Южный Регед — Лливарх Старый, король (560 — 586)

  - Уэссекс — Кевлин, король (560 — 591)
  - Эбрук — Передур ап Элиффер, король (560 — 580)
  - Элмет — Гваллог ап Ллаенног, король (560 — 586)
  - Эссекс — Следда, король (568 — 604)
- Арморика — Теудр Великий, король (545 — 584)
- Бавария — Гарибальд I, герцог (ок. 548 — 591)
- Бро Варох — Макльо, король (560 — 577)
- Вестготское королевство — Леовигильд, король (568 — 586)
- Византийская империя — Юстин II, император (565 — 578)
- Ирландия — Баэтан мак Ниннеда, верховный король (569 —  586)
  - Айлех — 
    - Эохейд мак Домнал, король (ок. 566 — 572)
    - Баэтан мак Муйрхертах, король (ок. 566 — 572)
    - Колку мак Домнал, король (572 — 580)

  - Коннахт — Аэд, король (ок. 560 — 577)
  - Лейнстер — Колман Мор, король (550 — 580)
  - Мунстер — Кайрпре Кромм, король (550 — ок. 580)
  - Ольстер — 
    - Демман мак Кэрелл, король (557 — 572)
    - Баэтан мак Кэрелл, король (572 — 581)
- Лангобардское королевство — 
  - Альбоин, король (566 — 572)
  - Клеф, король (572 — 574)
  - Беневенто — Зотто, герцог (571 — 591)
  - Сполето — Фароальд I, герцог (570 — 592)
  - Фриуль — Гизульф I, герцог (568 — 590)
- Папский престол — Иоанн III, папа римский (561 — 574)
- Свевов королевство (Галисия) — Миро, король (570 — 583)
- Уэльс —
  - Брихейниог — Лливарх ап Ригенеу, король (540 — 580)
  - Гвинед — Рин ап Майлгун, король (547 — ок. 580)
  - Гливисинг — Кадок Мудрый, король (523 — 580)
  - Дивед — Петрок ап Кингар, король (570 — 595)
  - Поуис — Кинан Гаруин, король (ок. 560 — ок. 610)
- Франкское королевство — 
  - Австразия — Сигиберт I, король (561 — 575)
  - Бургундия — Гунтрамн, король (561 — 592)
  - Нейстрия — Хильперик I, король (561 — 584)
- Швеция — Адильс, король (ок. 530 — ок. 575)
- Шотландия —
  - Дал Риада — Коналл I, король (558 — 574)
  - Пикты — Талорк II, король (568 — 578)
  - Стратклайд (Альт Клуит) — Тутагуал ап Клинох, король (? — ок. 580 )

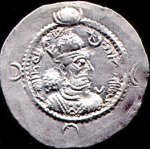
Хосров I Ануширван 531-579 Шахиншах Персии
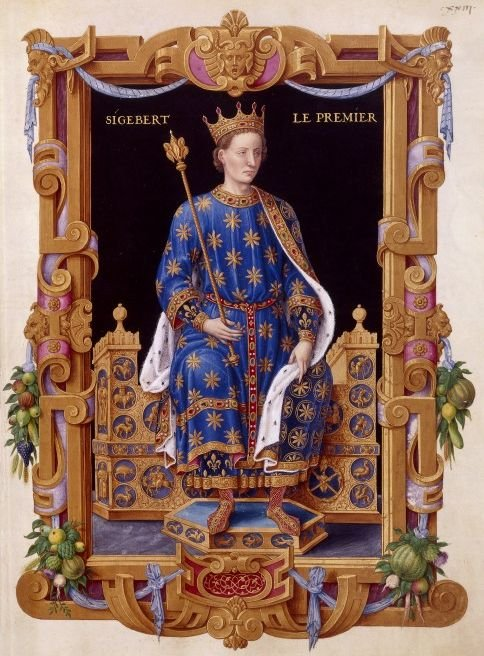
Сигиберт I 561-575 Король Австразии
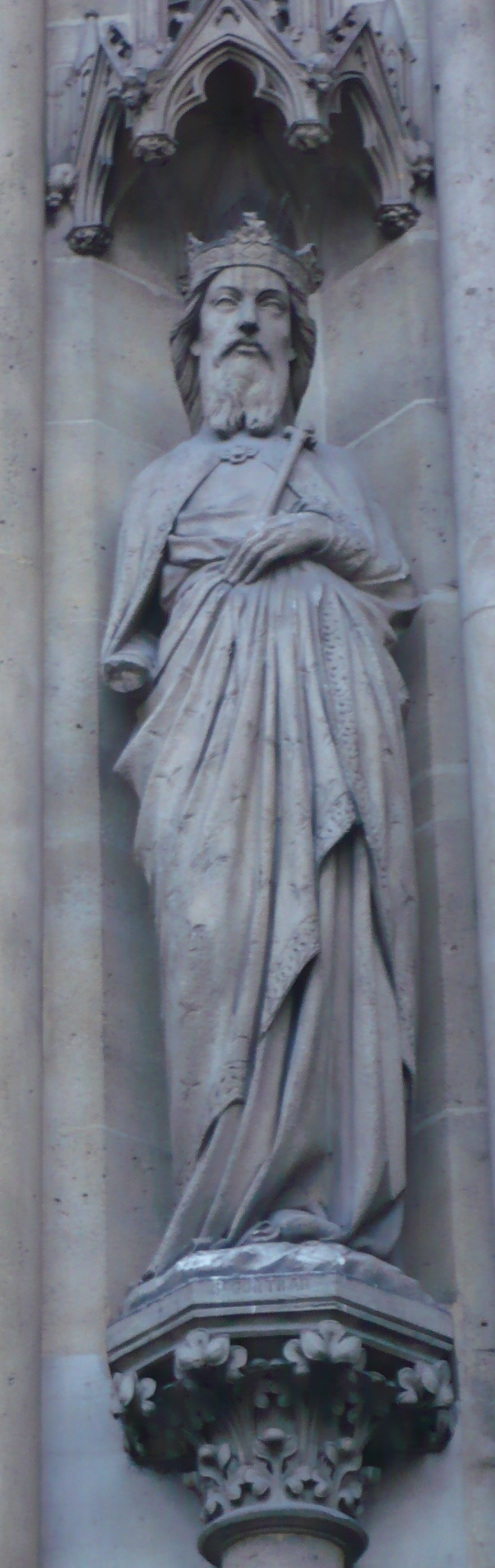
Гунтрамн 561-592 Король Бургундии
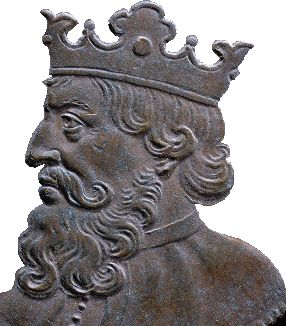
Хильперик I 561-584 Король Нейстрии
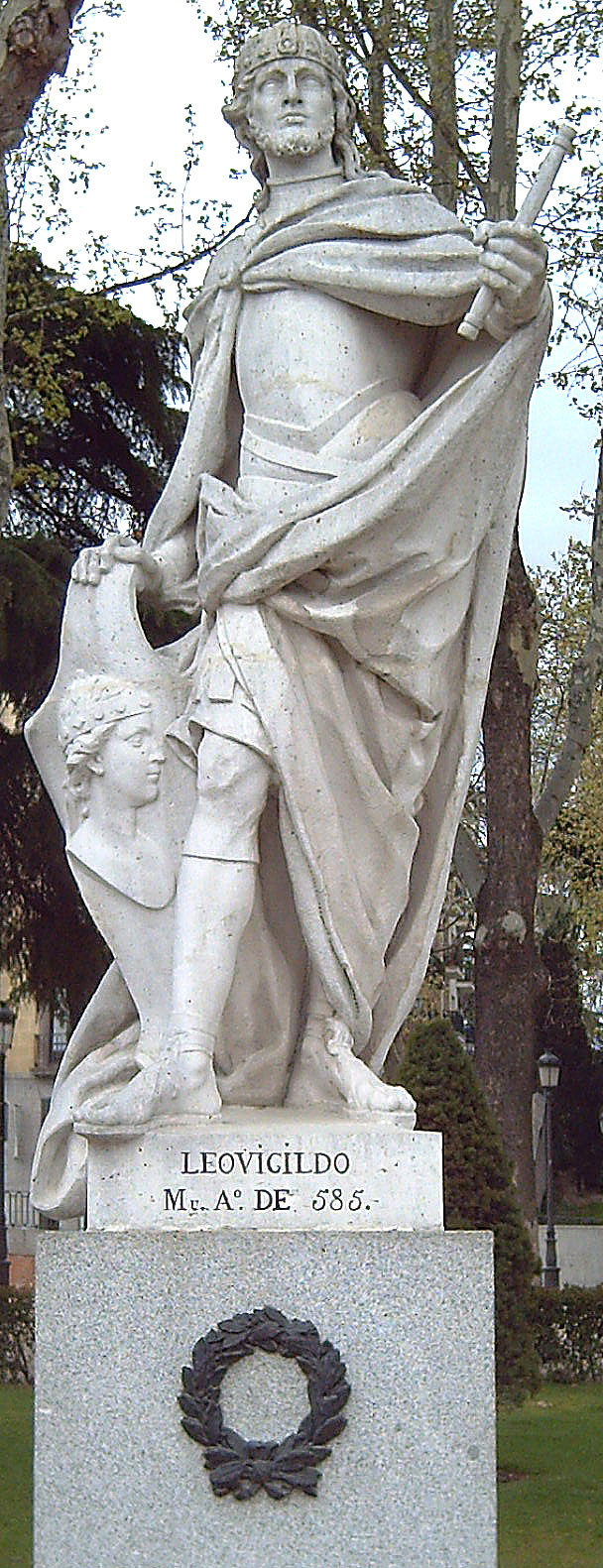
Леовигильд 568-586 Король вестготов
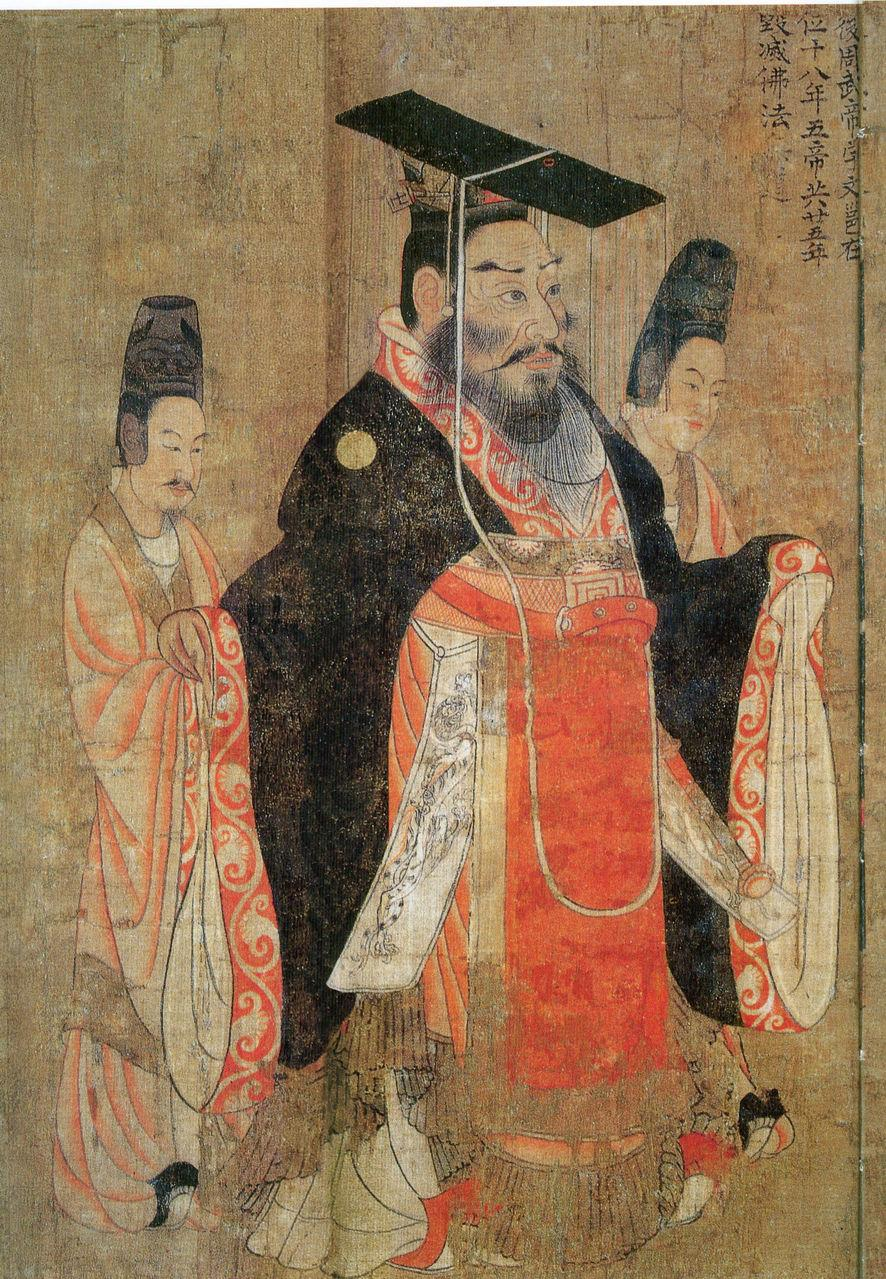
У-ди 560-578 Император Северной Чжоу
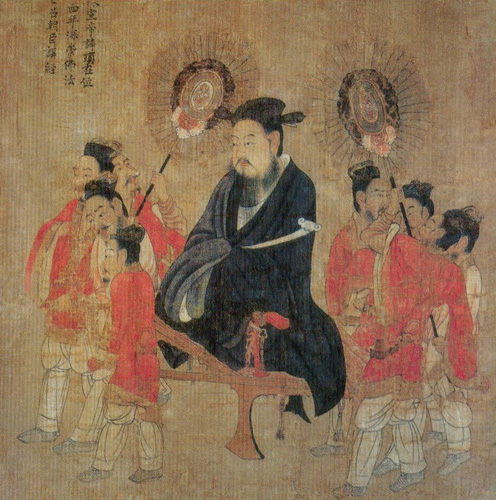
Сюань-ди 568-582 Император Чэнь
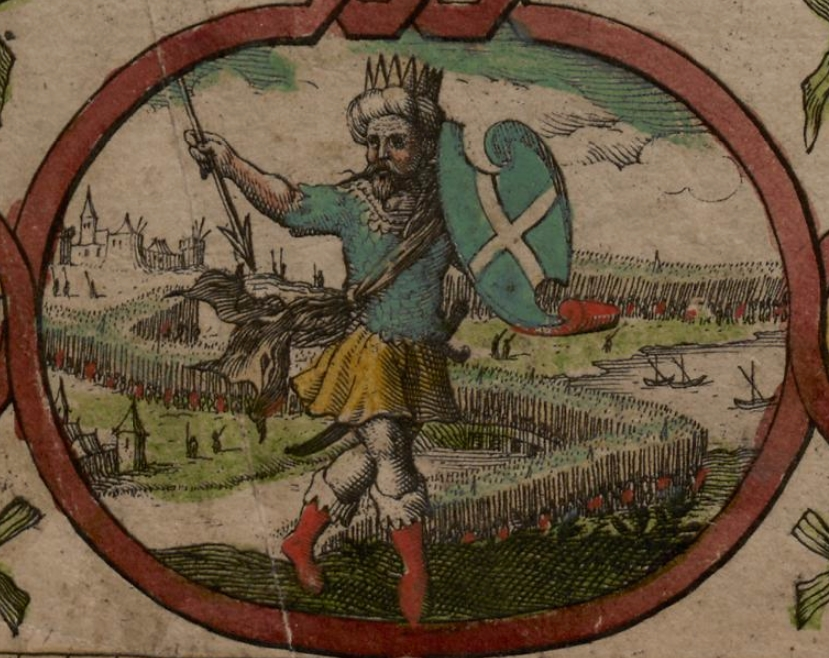
Креода 568-592 Король Мерсии
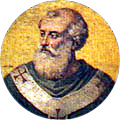
Иоанн III 561-574 Папа римский